# Paulo Vargas
Pour les articles homonymes, voir Vargas.
Paulo Vargas Barrantes, né le 8 novembre 1979, est un coureur cycliste costaricien.

## Biographie
Paulo Vargas a acquis la plupart de ses succès au Tour du Costa Rica, épreuve où il a obtenu onze victoires d'étape. Il devient également champion du Costa Rica sur route en 2005 et de cross-country en 2010.
En 2004, il se voit attribuer sur tapis vert la victoire sur le Tour du Guatemala après le déclassement des quatre premiers, tous contrôlés positifs au cours de l'épreuve. Initialement cinquième du classement général, il hérite ainsi de la première place.
En juillet 2013, il est annoncé que le coureur a été contrôlé positif lors du Tour du Costa Rica 2012 au GW501516, dont il avait remporté deux étapes et terminé neuvième du classement général. En conséquence, il est suspendu deux ans.

## Palmarès sur route
- 1999
  - 9e étape du Tour de Chiriqui
  - 1re étape du Tour du Costa Rica
- 2000
  - 10e étape du Tour de Chiriqui
- 2001
  - 3e et 5e étapes du Tour du Guatemala
  - 5e étape du Tour du Costa Rica
- 2002
  - 6e étape du Tour du Costa Rica
- 2003
  - Tour de Chiriqui :
    - Classement général
    - 10e étape

  - 3ea (contre-la-montre par équipes) et 11e étapes du Tour du Costa Rica
- 2004
  - Classement général du Tour du Guatemala
  - 5e (contre-la-montre par équipes) et 9e étapes du Tour du Costa Rica
  - 3e de la Prueba San Juan
  - 3e du Tour du Costa Rica
- 2005
  -  Champion du Costa Rica sur route
  - 1re et 8e étapes du Tour de Cuba
  - Classement général du Tour de Tarragone
  - 3e et 8e étapes du Tour du Costa Rica
- 2006
  - 1reb étape du Tour de Chiriqui
  - 1re et 6e étapes du Tour du Costa Rica
- 2007
  - 8e étape du Tour de Chiriqui
- 2010
  - 3e du championnat du Costa Rica sur route
- 2012
  - 4e étape du Tour de Chiriqui
  - 2e et 11e étapes du Tour du Costa Rica

## Classements mondiaux
| Année            | 2005 | 2006 | 2007 | 2008 | 2009 | 2010 | 2011 | 2012 | 2013 |
| ---------------- | ---- | ---- | ---- | ---- | ---- | ---- | ---- | ---- | ---- |
| UCI America Tour | 31e  | 76e  | 102e | 327e | 372e | 135e |      | 299e | 162e |

## Palmarès en VTT

### Championnats du Costa Rica
- 2010
  -  Champion du Costa Rica de cross-country